# Earthquakes de San José (1974-1988)
Ne pas confondre avec le club créé sous le nom du Clash de San José en 1995 et rebaptisé Earthquakes de San José en 2000.
Pour les articles homonymes, voir Earthquake.
Maillots
Les Earthquakes de San José (en anglais : San Jose Earthquakes) étaient une franchise américaine de soccer basé à San José qui a été active de 1974 à 1988. Ils ont évolué en NASL de 1974 à 1984, puis en WSA (en) de 1985 à 1988.

## Historique

### Repères historiques
- 1974 : fondation du club sous le nom des Earthquakes de San José
- 1983 : le club est renommé Earthquakes de Golden Bay
- 1985 : le club est renommé Earthquakes de San José
- 1988 : le club est dissout

### Histoire
La North American Soccer League est intéressée à d'établir une franchise dans la région de la baie de San Francisco, c'est la ville de San José qui est choisie. L'entité des Earthquakes de San José est fondée en 1974 par Milan Mandarić (en). Le nom Earthquakes est donné par le premier directeur général du club, Dick Berg, s'inspirant de la faille de San Andreas. Le yougoslave Momčilo Gavrić (en) est choisi comme premier entraîneur du club, il a alors la double fonction d'entraîneur et de joueur.
Les Earthquakes font leur entrée en North American Soccer League en 1974. Lors de leur première rencontre officielle, les Earthquakes affrontent les Whitecaps de Vancouver le 5 mai 1974 et gagnent aux tirs au but lancés après un verdict nul de 1-1 où l'américain Mani Hernandez (en) inscrit le premier but de l'histoire du club. Une semaine plus tard, pour une première rencontre à domicile au Spartan Stadium, San José dispose de Tornado de Dallas devant 15 678 spectateurs dans une soirée qui marque le début du soccer professionnel à San José. Les Earthquakes terminent deuxièmes de leur conférence et sont éliminés en quart de finale des séries éliminatoires par le Tornado de Dallas. L'américain Paul Child (en) est élu meilleur buteur après avoir marqué quinze buts, six passes décisives et trente-six points,.
Lors de la saison 1976, les Earthquakes terminent premiers de leur conférence et sont éliminés en finale de conférence par les Kicks du Minnesota. Le 18 octobre 1977, Tony Kovac rachète les parts de Milan Mandarić, à la suite du rachat des Bicentennials du Connecticut (en) qui déménagent à Oakland, devenant les Stompers d'Oakland (en). En 1980, Tony Kovac revend ses parts à Milan Mandarić qui devient de nouveau propriétaire de la franchise et réussit à recruter George Best,. Deux ans plus tard, il vend la franchise à Carl Berg.
Avant le début de la saison 1983, la franchise est renommée Earthquakes de Golden Bay, et sous les ordres de Dragan Popović (en) la franchise retrouve les séries éliminatoires grâce à l'ancien international yougoslave Slaviša Žungul. Les Earthquakes sont éliminés en demi-finale des séries par le Blizzard de Toronto. Pour la saison 1984, le club ne se qualifie pas pour les séries. Le yougoslave Slaviša Žungul est élu meilleur joueur et meilleur buteur après avoir marqué vingt buts, dix passes décisives et cinquante points,.
Le championnat de la NASL finira par s'effondrer sous son propre poids à la fin de la saison. La franchise choisit de rejoindre la Western Soccer Alliance (en) pour la saison 1985 et Peter Bridgwater devient le nouveau propriétaire des Earthquakes,. En 1988, Bridgwater vend la franchise à Bill Lunghi. Le nouveau propriétaire n'a alors pas les moyens et la franchise fait faillite. En WSA, les Earthquakes remportent une seule fois le championnat lors de la saison inaugurale.

### Reprise du nom (2000)
Le 27 octobre 1999, la franchise du Clash de San José qui évolue en Major League Soccer est renommée en Earthquakes de San José, en hommage à la précédente équipe de la défunte NASL,.

## Palmarès et résultats

### Palmarès
| Compétitions nationales | Soccer indoor |
| - Western Soccer Alliance (en) (1) - Vainqueur : 1985 - Finaliste : 1987 et 1988 | - NASL indoor (1) - Vainqueur : 1975 |
| Récompenses individuelles | |
| - Meilleur entraîneur de la NASL (1) - Dragan Popović (en) en 1983 - Meilleur joueur de la NASL (1) - Slaviša Žungul en 1984 - Équipe-type n°1 de la NASL (5) - Paul Child (en) en 1974 - António Simões en 1976 - Stanisław Terlecki en 1983 - Slaviša Žungul en 1983, 1984 - Équipe-type n°2 de la NASL (2) - George Best en 1981 - Branko Šegota en 1984 - Meilleur joueur de la NASL indoor (3) - Paul Child (en) en 1975 - Momčilo Gavrić (en) en 1975 - Slaviša Žungul en 1984 - Équipe-type de la NASL indoor (5) - Paul Child (en) en 1975 - Momčilo Gavrić (en) en 1975 - Juli Veee (en) en 1976 - Fernando Clavijo en 1984 - Slaviša Žungul en 1984 | - Meilleur buteur de la NASL (2) - Paul Child en 1974 - Slaviša Žungul en 1984 - Meilleur buteur de la NASL indoor (2) - Paul Child en 1975 - Slaviša Žungul en 1984 - Meilleur buteur de la MISL (1) - Slaviša Žungul en 1983 - Meilleur buteur de la WSA (1) - Joe Mihaljevic en 1987 - Meilleur passeur de la NASL indoor (1) - Slaviša Žungul en 1984 |

### Bilan par saison

#### NASL, puis WSA (1974-1988)
| Saison | Ligue | Saison régulière | Saison régulière | Saison régulière | Saison régulière | Saison régulière | Saison régulière | Saison régulière | Position | Séries éliminatoires | Affluence |
| Saison | Ligue | M                | V                | N                | D                | BP               | BC               | Pts              | Position | Séries éliminatoires | Affluence |
| ------ | ----- | ---------------- | ---------------- | ---------------- | ---------------- | ---------------- | ---------------- | ---------------- | -------- | -------------------- | --------- |
| 1974   | NASL  | 20               | 9                | 3                | 8                | 43               | 38               | 103              | 2e/4     | Quart de finale      | 16 584    |
| 1975   | NASL  | 22               | 8                | -                | 14               | 37               | 48               | 83               | 5e/5     | Non qualifié         | 17 927    |
| 1976   | NASL  | 24               | 14               | -                | 10               | 47               | 30               | 123              | 1er/5    | Finale de conférence | 19 826    |
| 1977   | NASL  | 26               | 14               | -                | 12               | 44               | 35               | 119              | 3e/5     | Premier tour         | 17 739    |
| 1978   | NASL  | 30               | 8                | -                | 22               | 36               | 81               | 83               | 4e/4     | Non qualifié         | 14 281    |
| 1979   | NASL  | 30               | 8                | -                | 22               | 41               | 74               | 86               | 4e/4     | Non qualifié         | 15 092    |
| 1980   | NASL  | 32               | 9                | -                | 23               | 45               | 68               | 95               | 4e/4     | Non qualifié         | 13 169    |
| 1981   | NASL  | 32               | 11               | -                | 21               | 44               | 78               | 108              | 4e/4     | Non qualifié         | 12 400    |
| 1982   | NASL  | 32               | 13               | -                | 19               | 47               | 62               | 114              | 5e/6     | Non qualifié         | 11 012    |
| 1983   | NASL  | 30               | 20               | -                | 10               | 71               | 54               | 169              | 2e/4     | Demi-finale          | 11 933    |
| 1984   | NASL  | 24               | 8                | -                | 16               | 61               | 62               | 95               | 5e/5     | Non qualifié         | 10 676    |
| 1985   | WACS  | 7                | 4                | 1                | 2                | 10               | 9                | 13               | 1er/4    | -                    | Inconnue  |
| 1986   | WSA   | 14               | 3                | 4                | 7                | 23               | 32               | 13               | 6e/7     | -                    | Inconnue  |
| 1987   | WSA   | 10               | 5                | -                | 5                | 21               | 13               | 31               | 3e/6     | Finale               | Inconnue  |
| 1988   | WSA   | 12               | 7                | -                | 5                | 20               | 19               | 61               | 3e/6     | Finale               | Inconnue  |

#### Soccer indoor (1975-1984)
| Saison    | Ligue       | Saison régulière | Saison régulière | Saison régulière | Saison régulière | Saison régulière | Position | Séries éliminatoires | Affluence |
| Saison    | Ligue       | M                | V                | D                | BP               | BC               | Position | Séries éliminatoires | Affluence |
| --------- | ----------- | ---------------- | ---------------- | ---------------- | ---------------- | ---------------- | -------- | -------------------- | --------- |
| 1975      | NASL Indoor | 4                | 4                | 0                | 37               | 17               | 1er/4    | Vainqueur            | N/A       |
| 1976      | NASL Indoor | 4                | 3                | 1                | 35               | 18               | 1er/4    | Troisième            | N/A       |
| 1980-1981 | NASL Indoor | 18               | 10               | 8                | 118              | 115              | 3e/4     | Non qualifié         | 5 499     |
| 1981-1982 | NASL Indoor | 18               | 5                | 13               | 83               | 141              | 3e/3     | Non qualifié         | 2 843     |
| 1982-1983 | MISL        | 48               | 17               | 31               | 240              | 290              | 6e/7     | Non qualifié         | 3 447     |
| 1983-1984 | NASL Indoor | 32               | 19               | 13               | 206              | 190              | 4e/7     | Demi-finale          | 4 512     |

## Stade

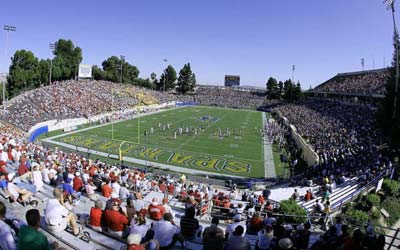
L'équipe joue ses saisons au Spartan Stadium entre 1974 et 1988.

Le premier et unique stade à accueillir les Earthquakes est le Spartan Stadium, stade de l'équipe de football américain de l'Université d'État de San José. Il a une capacité de 18 155 places. L'affluence moyenne sur la première saison régulière est de 16 584 spectateurs, soit la meilleure affluence de la saison 1974 en NASL. La saison suivante, la fréquentation continue à augmenter de manière significative jusqu'à 17 927 spectateurs en moyenne. Il termine pour la deuxième fois avec la meilleure influence de la saison 1975 en NASL.
La moyenne de 19 278 atteinte en 1976 sera le record du club. Le record d'affluence au Spartan Stadium est de 23 048 spectateurs pour la réception du Cosmos de New York le 7 août 1976. Les moyennes de spectateurs diminuent chaque saison jusqu'en 1984.
Lors de leurs saisons de soccer intérieur (1975-1976 et 1980-1984), les Earthquakes évoluent au Cow Palace situé à Daly City, puis à l'Oakland-Alameda County Coliseum Arena situé à Oakland.

## Couleurs et blason

1974-1975[17]
1976-1979[17]
1980-1982[17]
1983-1984[18]
Logo spécial 1984(10e anniversaire de la création du club)[18]

## Personnalités du club

### Propriétaires
Le tableau suivant présente la liste des propriétaires de la franchise entre 1974 et 1988.
| Rang | Nom                 | Période   |
| ---- | ------------------- | --------- |
| 1    | Milan Mandarić (en) | 1974-1977 |
| 2    | Tony Kovac          | 1978-1979 |
| 3    | Milan Mandarić      | 1980-1982 |

| Rang | Nom                   | Période   |
| ---- | --------------------- | --------- |
| 4    | Carl Berg (en)        | 1982-1984 |
| 5    | Peter Bridgwater (en) | 1985-1987 |
| 6    | Bill Lunghi           | 1988      |

### Historique des entraîneurs
Le tableau suivant présente la liste des entraîneurs de la franchise entre 1974 et 1988.
| Rang | Nom                 | Période   |
| ---- | ------------------- | --------- |
| 1    | Momčilo Gavrić (en) | 1974      |
| 2    | Ivan Toplak         | 1974-1975 |
| 3    | Momčilo Gavrić      | 1975-1978 |
| 4    | Terry Fisher        | 1978-1979 |
| 5    | Peter Stubbe        | 1979      |

| Rang | Nom                 | Période   |
| ---- | ------------------- | --------- |
| 6    | Bill Foulkes        | 1980      |
| 7    | Jimmy Gabriel       | 1981      |
| 8    | Peter Short (en)    | 1982      |
| 9    | Joe Mallett (en)    | 1982      |
| 10   | Dragan Popović (en) | 1983-1984 |

| Rang | Nom                  | Période   |
| ---- | -------------------- | --------- |
| 11   | Laurie Calloway (en) | 1985      |
| 12   | Steve Litt (en)      | 1986      |
| 13   | Barney Boyce (en)    | 1987-1988 |
| 14   | Tomás Boy            | 1988      |
| 15   | Tony Zanotto         | 1988      |

### Joueurs emblématiques
Quelques joueurs célèbres et importants pour les Earthquakes, classés par ordre d'arrivée au club :
- Paul Child (en) (1974-1979)
- Ilija Mitić (1975-1978)
- Jimmy Johnstone (1975)
- António Simões (1976-1977)
- Miroslav Pavlović (1976-1977, 1980)
- Parviz Ghelichkhani (1978)
- Peter Ressel (1978)
- Bernd Gersdorff (de) (1979-1980)
- Guus Hiddink (1980)
- George Best (1980-1981)
- Wim Suurbier (1982-1983)
- Leonardo Cuéllar (1982-1984)
- Slaviša Žungul (1983-1984)
- Stanisław Terlecki (1983)
- Fernando Clavijo (1983-1984)
- Branko Segota (1984)